# Freiherr-vom-Stein-Gymnasium (Kleve)
Das Freiherr-vom-Stein-Gymnasium in Kleve am Niederrhein ist eines der beiden städtischen Gymnasien.

## Geschichte
Ein Vorläufer war die 1619 gegründete und 1643 durch Fusion mit der Emmericher Schule gestärkte evangelisch-reformierte Lateinschule, die höhere Bildungsansprüche für Schüler als „Illustre Paedagogium Brandenburgicum Reformatum“ erfüllte und den besonderen Schutz des brandenburgischen Statthalters Johann Moritz von Nassau-Siegen genoss. Sie bestand bis in die Franzosenzeit nach 1803, als der Unterricht eingestellt wurde und die wertvolle Bibliothek nach Hamm verbracht wurde.
Die höhere Schule wurde im April 1817 als humanistisches Gymnasium und reine Jungenschule unter dem Namen Königliches Gymnasium zu Cleve im Gebäude des ehemaligen Schwesternhauses vom Berg Sion neu gegründet. Mit dem Neubau der Schule an der Römerstraße 1902 begann die Erschließung eines Teils der Klever Oberstadt. Ursprünglich auf 200 Schüler ausgelegt, war sie bereits 25 Jahre später mit 400 Schülern überlastet. Seit 1919 hieß die Schule in preußischer Trägerschaft Staatliches Gymnasium Cleve, 1938 Hindenburg-Oberschule – Staatliche Oberschule für Jungen. Auf dem Schulhof fand 1933 die Bücherverbrennung in Kleve statt. Beim Luftangriff am 7. Oktober 1944 wurde das Schulgebäude bis auf die Grundmauern zerstört. Der Schulbetrieb wurde danach in Teilen im Gebäude der Berufsschule fortgesetzt. Nach Kriegsende 1945 wurde die Schule erneut umbenannt und erhielt ihren ursprünglichen Namen Staatliches Gymnasium Cleve von 1919 zurück.
Anfang der 1950er wurde die Schule, die nun in Trägerschaft des Landes Nordrhein-Westfalen stand, wiederaufgebaut und erweitert. In den 1970ern folgte ein weiterer Ausbau der Gebäude sowie die Umstellung auf die Reformierte Oberstufe, die zu Lasten der altsprachlichen Tradition ausfiel. Seit 1974 trägt das Gymnasium seinen heutigen Namen, seit 1975 werden Mädchen als Schülerinnen aufgenommen. Die Stadt Kleve ist heute der Schulträger.
Im Jahr 2017 feierte das Gymnasium 200-jähriges Bestehen. Vom Frühjahr 2019 bis 2021 wurde der Altbau saniert. Anfang Mai 2023 gab das Bistum Münster in zwei Pressemitteilungen bekannt, dass es Anerkennungszahlungen des Bistums wegen sexuellen Missbrauchs von Schülern durch einen früheren Direktor gegeben hat.

## Heutiges Schulbild
Das Freiherr-vom-Stein-Gymnasium hat über 750 Schülerinnen und Schüler aus Kleve und den Nachbargemeinden in einer drei- bis vierzügigen Sekundarstufe I und den Jahrgangsstufen der Oberstufe. In der Oberstufe kooperiert es mit dem Konrad-Adenauer-Gymnasium, um ein breiteres Kursangebot zu ermöglichen.

## Namhafte Schüler
- Christoph von Sethe (1767–1855), Jurist
- Wilhelm Josef Sinsteden (1803–1891), Mediziner und Physiker
- Aegidius Rudolph Nicolaus Arntz (1812–1884), 1848er und Jurist in Brüssel
- Jakob Moleschott (1822–1893), Arzt und Physiologe, Materialist
- Julius von Schütz (1853–1910), Ingenieur im Stahlbau
- Helmuth Liesegang (1858–1945), Maler
- Hanns Heinz Ewers (1871–1943), Schriftsteller, Filmemacher, Globetrotter und Kabarettist
- Gustav Hoffmann (1872–1935), Fabrikant
- Johannes Maria Verweyen (1883–1945), Philosoph und KZ-Opfer
- Karl Leisner (1915–1945), seliggesprochener Priester und KZ-Opfer
- Toni Hermanns (1915–2007), Architekt
- Joseph Beuys (1921–1986), Künstler
- Ernst Schönzeler (1923–1981), Maler und Grafiker
- Hans van der Grinten (1929–2002), Kunstsammler
- Franz Joseph van der Grinten (1933–2020), Kunstsammler
- Reiner Körfer (* 1942), Herzchirurg
- Jürgen Möllemann (1945–2003), FDP-Politiker
- Wolfgang Hagen (1950–2022), Rundfunkmitarbeiter, Verlagslektor und Medienwissenschaftler
- Karl Addicks (* 1950), FDP-Politiker
- Christoph Klimke (* 1959), Schriftsteller
- Klaus van Eickels (* 1963), Historiker
- Stephan Heilen (* 1965), Altphilologe
- Karsten Fischer (* 1967), Politikwissenschaftler
- Peter Huth (* 1969), Journalist, Blattmacher und Musikverleger
- Silke Gorißen (* 1971), Politikerin, Ministerin für Landwirtschaft und Verbraucherschutz des Landes Nordrhein-Westfalen im Kabinett Wüst II, zuvor Landrätin im Kreis Kleve
- René Schoemakers (* 1972), Künstler
- Daniel Wagner (* 1983), Psychologe
- Tobias Budde (* 1993), Sportjournalist und Podcaster

## Schulleiter und bekannte Lehrer
- Gottlieb Nagel (1787–1827), Befreiungskämpfer, Dichter, Pädagoge, Gymnasialdirektor
- Johann Karl Ludwig Gieseler (1792–1854), ev. Historiker und Theologe, Gymnasialdirektor
- Friedrich Anton Rigler (1797–1874), Altphilologe und Schulleiter 1827–1836
- Christoph Gudermann (1798–1852), Mathematiker
- Karl Moritz Fleischer (1809–1876), Lehrer für Philosophie u. alte Sprachen, Publizist, Sprecher der rheinischen Gymnasiallehrer
- Johann Christian Wilhelm August Hopfensack (1801–1874), ev. Lieddichter und Religionslehrer
- Friedrich Ludwig Wilhelm Herbst (1825–1882), Schulleiter 1859–1860
- Helmuth Karl Albert Liesegang (1827–1914), Altphilologe und Schulleiter 1868–1897
- Robert Scholten (1831–1910), Religionslehrer und Stadthistoriker
- Ernst Fischer (1841– ), Schulleiter 1897–1912[5][6]
- Joseph Brüggemann (1879–1946), Schulleiter 1913 bis 1925, danach in Mülheim an der Ruhr, NS-Opfer
- Wilhelm Schiefer (1885–1947), Schulleiter ab 1935 und nationalsozialistischer Autor des Geschichtsbuches Volk und Reich der Deutschen
- Julius Battes (1894– ), Schulleiter 1946–49, zuvor Studienrat in Düsseldorf[7]
- Walter Vinnenberg (1901–1984), kath. Priester und Jugendseelsorger (Quickborn-Arbeitskreis)
- Erwin de Haar (1907–1982), Musiker und Schulleiter 1950–1970, zugleich zeitweise Kulturreferent der deutschen Botschaft in den Niederlanden[8], Herausgeber der Lesebücher „Wege des Geistes“ (1954) und „Im Zeichen der Hoffnung“ (1961)
- Alfons Freistühler (1914–1991), kath. Priester und Schulleiter 1970–1979
- Walther Brüx (1917–2006), bildender Künstler
- Walter Gieseler (1919–1999), Musiklehrer, ab 1963 Dozent und Professor an der PH Köln, Autor musikpädagogischer Werke, Leiter von VHS Kleve, Konzerte der Stadt Kleve, Kammerorchester Collegium Musicum Kleve
- Klaus Riße, Schulleiter 1980–2000